# بنمارسبلان
بنمارسبلان روستایی است که در استان اردبیل، شهرستان سرعین، بخش مرکزی، دهستان سبلان قرار دارد.

## جمعیت
بر اساس سرشماری سال ۱۳۸۵ جمعیت این روستا ۴۸۳ نفر با ۱۰۴ خانوار بوده‌است.